# Anthony Robbins
Tony Robbins
Anthony Robbins, né Anthony J. Mahavorick, né le 29 février 1960 à North Hollywood (Californie), est un coach et essayiste américain. Il est l'auteur de livres de développement personnel.

## Biographie
D'abord assistant de Jim Rohn, il développe ensuite sa propre méthode.
Il se fait connaitre d'un large public à partir des années 1990 en s'affichant avec des personnalités comme Anthony Hopkins, George Bush senior, Lady Di, Richard Bronson, Oprah Winfrey, des sportifs célèbres. Il propose alors de suivre un "séminaire" pendant une semaine pour un prix variant de 6000 à 8000 dollars américains.
Il utilise et promeut la marche sur le feu comme moyen de surmonter les peurs. « Si Robbins a popularisé la marche sur le feu, c'est Tolly Burkan, fondateur du Firewalking Institute for Research and Education qui prétend en avoir introduit la pratique en Amérique du Nord. Selon lui, il s'agit "d'une méthode pour vaincre les craintes, croyances et phobies limitatrices". » 
Il coache plusieurs personnalités américaines, notamment Bill Clinton ou Pamela Anderson,,.

## Controverses

### Marche sur le feu
En juillet 2012, le San Jose Mercury News publie un article racontant que plusieurs personnes ont été brulées et ont du être hospitalisées lors d'une marche sur le feu le 19 juillet 2012. Cette histoire est reprise par plusieurs autres médias, dont Fox News, le New York Times, et CNN,. Ces articles sont ensuite retirés car inexacts. Un correctif est publié par le Huffington Post,.
Le 24 juin 2016, il est rapporté que « des dizaines de personnes ont été brulées et ont nécessité des soins médicaux après avoir essayé de marcher sur des charbons ardents durant un événement de marche sur le feu durant un séminaire de Tony Robbins à Dallas, au Texas ». Plusieurs participants sont transportés à des centres de soins médicaux des brulures, et un bus a dû être utilisé comme zone d'attente pour 30-40 personnes brulées moins sévèrement. Un porte-parole de l'organisation affirme : « quelqu'un n'étant pas familier de la procédure a appelé le 911 pour demander des véhicules d'urgence [...] il n'y avait aucun besoin de secouristes [...] seuls 5 des 7000 participants ont demandé à être examiné au-delà de ce qui était disponible sur place ».

### Accusations d'agression et de harcèlement sexuels
En mai 2019, une enquête de BuzzFeed News détaille des accusations contre Tony Robbins qui aurait harcelé sexuellement des fans et des membres de son équipe, tels que des attouchements de fans lors d'événements, l'exhibition de ses parties génitales à ses assistantes, et en harcelant sexuellement des fans,. Neuf femmes ont accusé publiquement Tony Robbins de faits de cette nature. Tony Robbins nie ces allégations et déclare : « j'ai été la cible d'une année entière d'enquête de la part de BuzzFeed. Malheureusement, votre organisation a été claire auprès de mon équipe qu'elle entend avancer en publiant une version du passé inexacte et malintentionnée, truffée de faussetés. ».
En novembre 2019, BuzzFeed News publie un article en six parties accusant Tony Robbins d'avoir brutalisé une adolescente alors qu'il est « star speaker » au SuperCamp, un camp d'été élitiste en Californie du sud, en 1985 quand Tony Robbins avait 25 ans. BuzzFeed News affirme disposer de des deux témoins oculaires. D'autres médias rapportent également ces allégations,,. Tony Robbins nie avoir mal agi et porte plainte contre BuzzFeed News en Irlande. En réponse, BuzzFeed News déclare maintenir leurs affirmations et suggère que la décision de choisir ce pays pour la plainte est abusive.

## Cinéma
Anthony Robbins tient son propre rôle dans le film L'Amour extra-large, dans lequel il hypnotise le personnage principal afin que celui-ci ne voie plus les gens tels qu'ils sont en apparence mais tels qu'ils sont à l'intérieur.

## Vie privée
Robbins a été végétarien pendant 12 ans, il a ensuite ajouté du poisson à son alimentation. Alors qu'il mangeait beaucoup de poisson, il a développé un empoisonnement au mercure et a failli mourir. Son alimentation se compose désormais principalement de légumes avec une petite quantité de protéines animales.

## Livres
- Pouvoir Illimité, Robert Laffont, 1989,  (ISBN 2-221-05316-8)
- L'Éveil de votre puissance intérieure, 1993, Le Jour Éditeur,  (ISBN 2-89044-486-4)
- De la part d'un ami, 1996, Un monde différent,  (ISBN 2-89225-297-0)
- Progresser à pas de géant, 2002, Un monde différent,  (ISBN 978-2-89225-306-1)
- Anthony Robbins, Money: Master the Game, 2014 (ISBN 978-2892258882, lire en ligne)